# Ugilt (parochie)
Ugilt is een parochie van de Deense Volkskerk in de Deense gemeente Hjørring. De parochie maakt deel uit van het bisdom Aalborg en telt 1155 kerkleden op een bevolking van 1234 (2004). 
Historisch was de parochie deel van de herred Vennebjerg. In 1966 was Ugilt een van de parochies die samen de nieuwe gemeente Sindal gingen vormen. Deze gemeente ging in 2007 op in de vergrote gemeente Hjørring.
Asdal · Astrup · Bindslev · Bjergby · Byrum · Hals · Hirtshals · Hørmested · Horne · Lendum · Mosbjerg · Mygdal · Sindal · Sørig · Tolne · Tornby · Tversted · Uggerby · Ugilt · Vesterø · Vidstrup